# Callejero Fino
Simón Natanael Muñoz Correa (Buenos Aires, 7 de febrero de 1995) conocido artísticamente como Callejero Fino, es un rapero, cantante y compositor argentino de RKT y trap latino.

## Biografía
Nacido en Recoleta. Hijo de Inocencia Correa y Crecencio Muñoz oriundos de Paraguay, vivió su infancia y adolescencia en San Telmo, precisamente cerca del Parque Lezama. De pequeño quería ser futbolista e ingresó a las divisiones inferiores de Boca Juniors, sin embargo, a la edad de 15 años dejó el club para dedicarse a la música. Su primer acercamiento con la música fue con el freestyle en plazas del gran Buenos Aires. En el año 2016 fue arrestado y posteriormente apresado por robo y pasó cinco meses en prisión hasta ser colocado bajo arresto domiciliario. Desde allí en adelante vivió en Presidente Derqui.

## Trayectoria musical
A pesar de que su primer publicación fue «Así se hace», un freestyle con pista grabado con una cámara, su primer sencillo grabado fue «Mi testamento», publicado el 9 de octubre de 2015, ambos sencillos cuentan con más de un millón de visualizaciones en YouTube. Su reconocimiento no sería hasta la interpretación del sencillo «Ganga» de Myke Towers junto a Fili Wey y Ceese Bersa lanzado el 31 de diciembre de 2019.
El 20 de octubre de 2021 lanzó «Pa tra RKT», canción a la que no le tenía fe pero sin embargo publicó y que lo hizo saltar a la fama con un millón de reproducciones en una semana y actualmente cuenta con 100 millones de visualizaciones. La repercusión de este sencillo lo llevó a hacer una seguidilla de RKT con títulos como «Piola», «La banda de los millones», «Pide», «Diablo y Bellako», «Ou nah» y «Pa Tra Remix» junto a L-Gante, Ecko, Kaleb Di Masi, Homer el Mero Mero, Papichamp, John C y Fili Wey.
El 4 de mayo de 2022 colaboró en el sencillo «Tu turrito» junto a Rei, que fue el sencillo más visto ese año en Argentina.La melodía de la canción fue compuesta por Rei a principios de ese año y el mismo día que hicieron el tema grabaron el videoclip. Alcanzó la posición número 1 del ranking Spotify en Argentina y Paraguay, se ubicó tercero en Uruguay y noveno en Bolivia. En junio participó del sencillo «Tamo Chelo» versionado a remix del fallecido cantante argentino El Noba. En octubre de ese año hizo su primer presentación en el Estadio Luna Park en condición de sold-out.
El 1 de febrero de 2023 lanzó «En la intimidad» junto a Emilia Mernes, su trabajo más destacado. La canción se posicionó primera en Argentina Hot 100, CUD y alcanzó el puesto 171 en Global 200 de Billboard. Fue producida por Big One. El 3 de julio de 2023 hizo su primer show en el Movistar Arena dónde toco sus éxitos en condición de sold-out. El show no contó con invitados pero si participaciones de productores reconocidos.
A finales de ese mismo mes, precisamente el 30, publicó su primer y único álbum de estudio titulado Hagan ca$o (estilizado en mayúsculas) bajo el sello discográfico Dale Play. El álbum fue completamente de RKT y contó con 12 sencillos y las colaboraciones de Duki, Neo Pistea, Ryan Castro, Pablo Chill-E y las producciones de Alan Gómez y DJ Tao. En septiembre comenzó el tour del álbum que hizo por Latinoamérica, abarco provincias de Argentina, Ciudad de México, Santiago de Chile y Montevideo. En ese año fue contratado por Amazon Music. Su año finalizó ubicando tres sencillos en el top 10° de videos musicales más vistos de YouTube.
En 2024, estuvo inactivo hasta abril, cuando el 12 de ese mes publicó el primer sencillo de su año «Suelta», un RKT junto al productor Axel Caram. La canción se posicionó en tendencias de YouTube y Spotify toda la semana de su lanzamiento.

## Vida privada
Está casado con Jessica Belén, la madre de su hijo, a quien conoció en el año 2014 y le pidió casamiento en el primer show que dio en el Luna Park. Estuvo en libertad condicional hasta el año 2023.

## Discografía

### Álbumes de estudio
- 2023 - Hagan ca$o

### Extended Plays
- 2025 - La Pre$ion, Vol 1.

## Premios y nominaciones
Premios Carlos Gardel
| Año  | Nominación                     | Trabajo           | Resultado | Ref.   |
| ---- | ------------------------------ | ----------------- | --------- | ------ |
| 2023 | Mejor canción de música urbana | «Tu turrito»      | Nominado  | [ 36 ] |
| 2024 | Mejor canción de música urbana | «En la intimidad» | Nominado  | [ 37 ] |